# Karl Cornelius
Karl Cornelius (auch Carl Cornelius, mit vollem Namen: Johann Christian Karl Cornelius), (* 1. Juni 1868 in Berlin; † 15. Januar 1938 ebendort) war ein deutscher Architekt und Baubeamter der Preußischen Staatseisenbahnen, später der Deutschen Reichsbahn.

## Leben
Seine Ausbildung absolvierte er an der Technischen Hochschule Charlottenburg, seinen Militärdienst 1891/92 beim Eisenbahnregiment Nr. 3. Nach dem Studium trat er in den Staatsdienst und war bis zu seinem Baumeister-Examen 1895 als Bauführer tätig. Anschließend arbeitete er in der Eisenbahndirektion Berlin als „Hilfsarbeiter“.
In der Folgezeit arbeitete er oft und eng mit seinem Kollegen Fritz Klingholz zusammen. Privat bauten sie später ihre Villen auf benachbarten Grundstücken in Charlottenburg in der Lyckalle. Ab 1904 leitete Karl Cornelius das Hochbaudezernat der Eisenbahndirektion Berlin. Aber schon etwas mehr als ein Jahr später wechselte er zur Eisenbahndirektion Mainz, um die Großbaustelle für den neuen Hauptbahnhof Wiesbaden zu betreuen. Er übernahm hier eine Aufgabe, die zuvor in den Händen von Fritz Klingholz gelegen hatte, der an die Technische Hochschule Aachen gewechselt war. Karl Cornelius trug nun den Titel eines Landbauinspektors. Nach dem Wiesbadener baute er noch das neue Empfangsgebäude in Bad Kreuznach, bevor er 1909 wieder nach Berlin zurückkehrte. Bis 1921 war er als Hochbaudezernent der Berliner Direktion tätig, als er die Nachfolge von Alexander Rüdell – nun mit dem Titel eines „Ministerialrats“ – im preußischen Ministerium der öffentlichen Arbeiten antrat. 1924 wechselte er in die Hauptverwaltung der Deutschen Reichsbahn und leitete dort deren Hochbaureferat, nun mit dem Titel eines „Ministerialdirektors“. Im Juni 1933 trat er mit Erreichen der Altersgrenze in den Ruhestand. Sein Nachfolger wurde Hugo Röttcher.

## Bauten

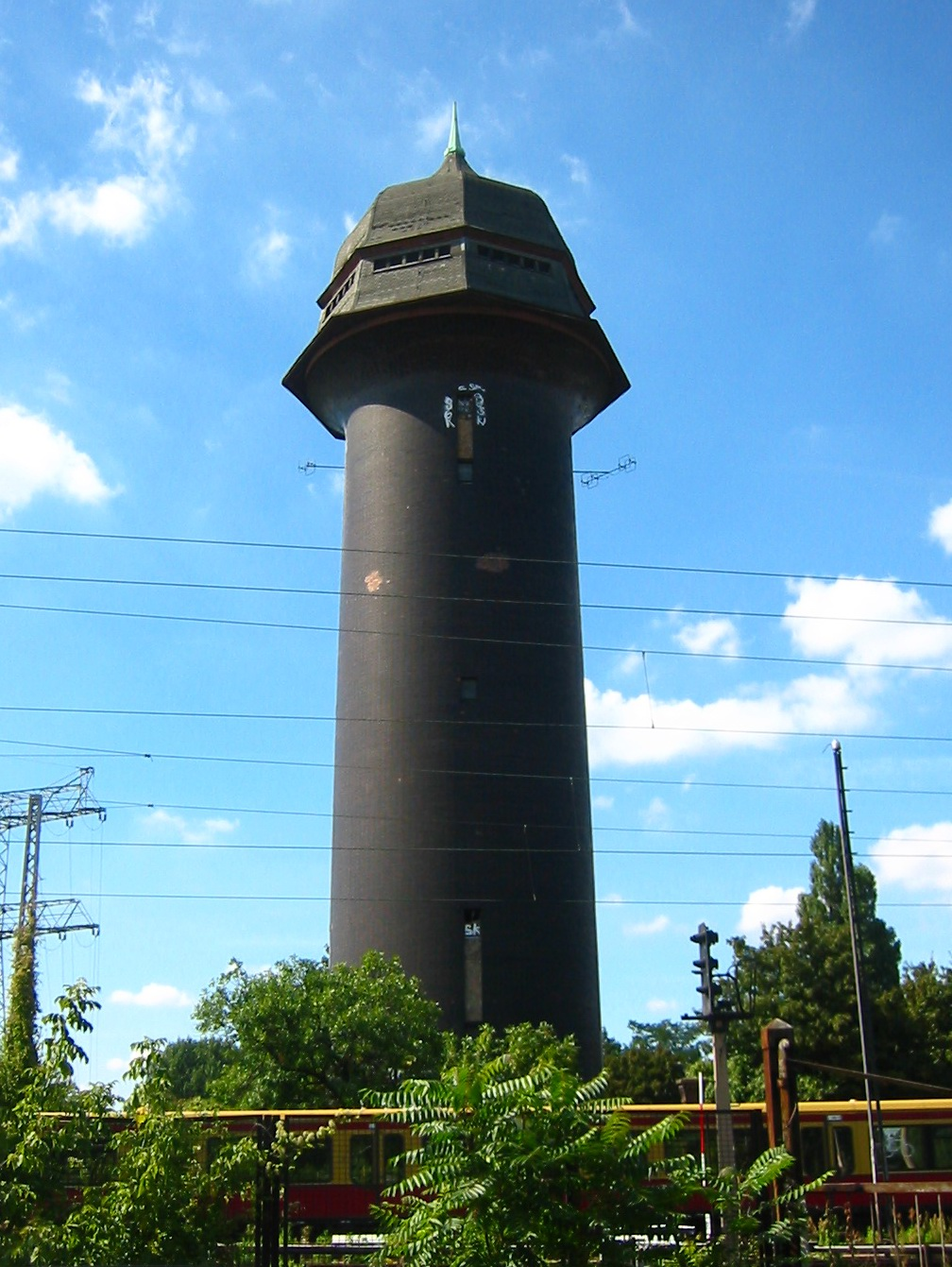
Wasserturm am Bahnhof Ostkreuz

Zahlreiche Bauwerke, an deren Planung er beteiligt war, stehen heute unter Denkmalschutz.

### Projekte unter Beteiligung von Karl Cornelius
- 1895–1903: Erweiterung des Stettiner Bahnhofs in Berlin
- 1897–1903 Bahnhof Berlin-Lichtenberg (bei der Verlagerung der Straße und beim Neubau der Lichtenberger Brücke 1973 abgebrochen[6]
- 1897–1906: Hauptbahnhof Wiesbaden
- 1899–1902: S-Bahn-Station Sadowa, seit 1929: Bahnhof Wuhlheide
- 1899–1902: Bahnhof Berlin-Rahnsdorf
- 1899–1902: Bahnhof Berlin-Köpenick
- 1899–1902: Bahnhof Berlin-Karlshorst[7]
- 1899: Bahnhof Berlin-Grunewald[8]
- 1902–1903: Bahnhof Berlin Yorckstraße[9]
- 1905: Bahnhof Berlin-Tegel[10]
- 1905–1906: Wiesbaden Hauptbahnhof[11]
- 1906–1908: Bahnhof Bad Kreuznach[12] (im Zweiten Weltkrieg zerstört, in vereinfachten Formen auf dem historischen Fundament wieder aufgebaut)
- Bahnhof Putlitzstraße (heute: Westhafen)[13]
- 1909–1910: Bahnhof Berlin-Wittenau[14]
- 1909–1910: Bahnhof Berlin-Waidmannslust[15]
- 1909–1912: Wasserturm am Bahnhof Ostkreuz in Berlin[16]
- 1909–1913: Bahnhof Berlin-Blankenburg[17]
- 1909–1914: Bahnhof Berlin-Buch[18]
- 1912: Bahnhof Berlin-Hermsdorf[19]
- 1912–1914: Bahnhof Pankow-Schönhausen[20]
- 1912–1915: Bahnhof Berlin-Lichterfelde Ost
- 1912–1916: Empfangsgebäude Heinersdorf[21]
- 1913: Bahnhof Berlin-Karow[22]
- 1915–1916: Stellwerk am Bahnhof Lichterfelde Ost in Berlin[23]
- 1920: Bahnhof Berlin Köllnische Heide[24]

### Buden für Bahnsteige
Zusammen mit dem Architekten Waldemar Suadicani entwarf Cornelius im Rahmen der Preußische Normalien (Richtlinien, die den einheitlichen Aufbau des preußischen Eisenbahnnetzes festlegten) standardisierte Buden für Bahnsteige, deren Ausführungen man noch auf alten Berliner Bahnhöfen findet, und wie sie beim Umbau des Bahnhofs Berlin Ostkreuz nach historischem Vorbild wiederaufgebaut werden.

### Veröffentlichungen
- Eisenbahn-Hochbauten (= Handbibliothek für Bauingenieure Teil 2, Band 6). Julius Springer, Berlin 1921.

### Sekundärliteratur
- Alfred Gottwaldt: Der Eisenbahn-Architekt Carl Cornelius. In: Eisenbahn Journal, Jahrgang 1997, Heft 3, S. 36–39.